# 阿克塞尔·冯·德姆·布舍

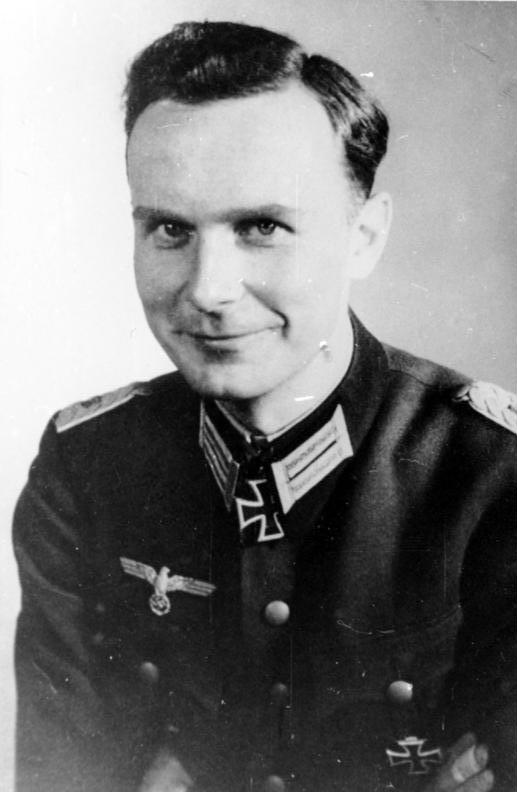
阿克塞尔·冯·德姆·布舍

阿克塞尔·冯·德姆·布舍（1919年4月24日—1993年1月26日）是一位纳粹德国国防军军官。
1942年，布舍偶然间目睹了党卫队在杜布諾机场组织的对超过3000名绝大多数都是犹太人的平民的屠杀。此事给布舍造成了深重影响，让他决意反抗阿道夫·希特勒。他加入了中央集團軍内部的一个临时秘密组建的德国抵抗运动组织。1943年11月，他和克勞斯·馮·施陶芬貝格一起计划在元首总部狼穴刺杀阿道夫·希特勒。布舍打算在身着新军装對眾人展示时炸死希特勒。
就在军装展示的前一晚，装载新军装的火车在柏林遭同盟國军隊空袭炸毁。布舍因而沒機會展示军装，刺杀计划也没有败露，布舍返回了位于东线战场的部队。后来，布舍再度要求执行刺杀任务，这次是在1944年2月，當時又有一批新制服要出厂，可能又要展示，但希特勒将展示会一再延后，最终彻底取消了軍裝展示活动。布舍因在戰爭中受重伤而在疗养院住了几个月。正是这次住院让布舍躲过了7月20日密谋案破产后的搜捕，知晓内情的其他密谋者也都没有供出他。他因此成了为数不多的活到了战后的德军抵抗运动成员之一。
冯·登·布舍家族在塔勒等地拥有庄园，但苏方在二战结束后马上将这些地产没收，这些地产都位于后来的东德境内。戰後布舍进入哥廷根大学攻读法律。完成学业后，他在伦敦BBC的德国部门担任节目助理。他于1948年开始在祖尔坎普出版社担任编辑和广告顾问。1953年，他出任空白办公室的新闻办公室主任。接着，他又进入联邦政府的新闻和资讯办公室。1954-1958年间，他在华盛顿特区的德国使馆担任参赞。1959-1962年间，他担任萨莱姆城堡学校校长。
1991年，布舍因索要于1946年被苏联占领军没收的家族地产而起诉联邦政府，像他一样的原告还有很多，但很多人都没能胜诉。布舍提出，苏联占领当局和东德当局对自家地产的没收是不正当的，因为苏方规定只有法西斯主义者的财产才会被没收。他要求联邦政府归还自家位于塔勒旧地产（已在1990年后被联邦政府收归国有），自己才是地产的正当所有者，这样才能弥补当年的不公正。联邦宪法法院辩称，没收地产、驱逐住户都发生在1949年之前，即联邦德国政府成立之前。因此，发生在联邦政府成立之前的战后事件，联邦政府不应负责。布舍被法庭提出的原因激怒，说“错就是错，对就是对”。由于这个法律问题，布舍曾和几十年来的密友、曾经共同在一个团里服役的抵抗运动战友、时任联邦总统里夏德·馮·魏茨澤克发生过争吵。